# Dwyriw
Dwyriw est une communauté du Powys, au pays de Galles.

## Géographie
La communauté de Dwyriw est située dans le nord du Powys, dans le comté historique du Montgomeryshire. Elle comprend les villages et hameaux d'Adfa (en), Cefn Coch (en), Llanllugan (cy) et Llanwyddelan (cy).

## Démographie
Au recensement de 2011, la communauté de Dwyriw comptait 571 habitants.